# Chlaenius stygius
Chlaenius stygius is een keversoort uit de familie van de loopkevers (Carabidae). De wetenschappelijke naam van de soort is voor het eerst geldig gepubliceerd in 1851 door Laferte-Senectere.